# Hôpital militaire Scrive
L'hôpital militaire Scrive ou hôpital régional des armées Scrive, selon sa dernière dénomination officielle, est un ancien hôpital de Lille, dans le département du Nord, en France. Attenant à l'église Saint-Étienne, rue de l'Hôpital-Militaire, il a été inscrit à l'inventaire des monuments historiques en 1945.
Ce site est desservi par la station de métro Rihour.

## Histoire
Un hôpital militaire est installé en 1781, sur ordre du roi Louis XVI, dans les anciens locaux du collège des Jésuites, établis à Lille en 1606. 
Ravagés par un incendie en 1740, les bâtiments avaient été progressivement reconstruits lorsque les Jésuites sont expulsés, en 1762, sur ordonnance de Louis XV. Le collège reste alors fermé pendant près de vingt ans avant d'accueillir l'hôpital. Des travaux d'extension sont confiés à François-Joseph Gombert pour aménager des locaux d'enseignement de la médecine et de la chirurgie. De nouveau, l'hôpital est frappé par un incendie en 1794, qui entraîne des réaménagements.
Le 12 mars 1914, l'hôpital militaire prend le nom de Scrive, en hommage à Gaspard-Léonard Scrive, médecin instructeur lillois.
L'hôpital militaire ferme ses portes en 1998 avant d'être racheté quelques années plus tard par le ministère de l'Intérieur pour y installer les services administratifs de la préfecture du Nord. D'importants travaux de réhabilitation sont entrepris à partir de 2004. Les locaux ont rouvert en 2006.

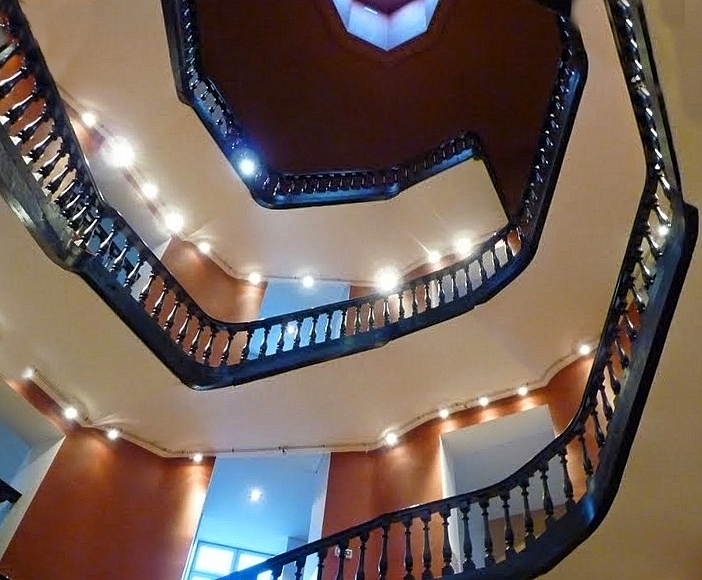
Lille.- Escalier monumental à double révolution de l'Hôpital Scrive

## Architecture
Les locaux réhabilités, d'une surface totale de plus de 18 000 m², allient d'une part la brique et la pierre, matériaux traditionnels de l’architecture de Lille, d'autre part des éléments de construction plus contemporains, comme le verre et le métal. Les travaux ont permis de mettre au jour le canal des Jésuites et la porte d’eau marquant le passage du canal sous le collège, qui avaient été couverts en 1713. Le site présente également une chapelle elliptique, des salles voûtées au rez-de-chaussée, un escalier monumental à double révolution et un escalier d’honneur, ainsi que la trace des anciens remparts de la ville.

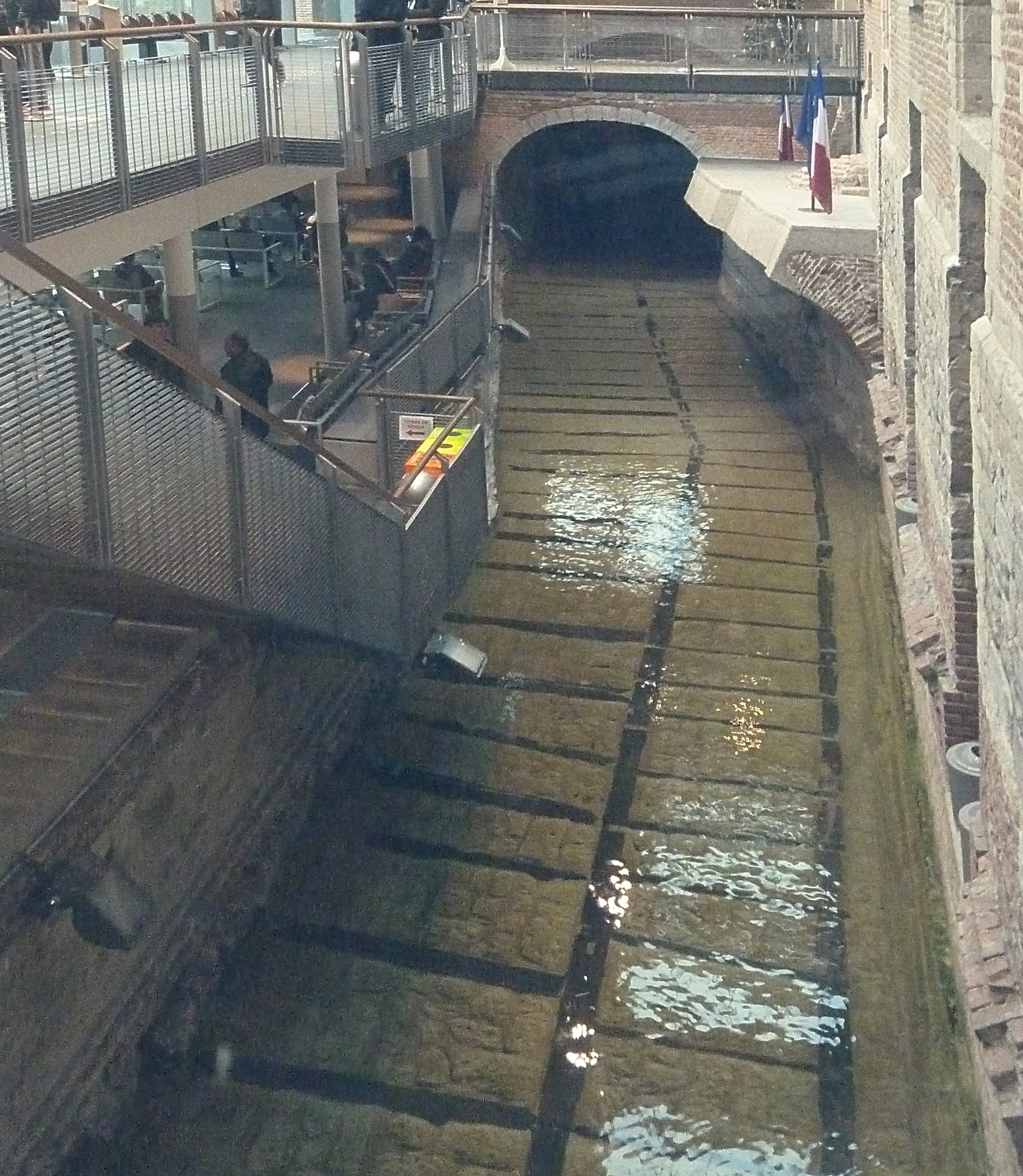
Porte d'eau du canal des Jésuites, Lille